# Martha Higareda

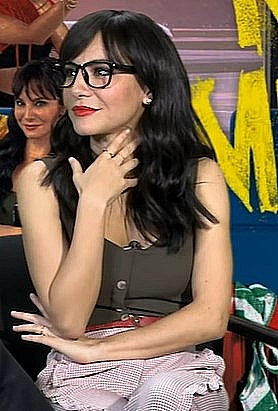
Martha Higareda, 2019

Martha Elba Higareda Cervantes (spanische Betonung [ˈmarta iɣaˈɾeða], * 24. August 1983 in Villahermosa, Tabasco) ist eine mexikanische Schauspielerin, Drehbuchautorin und Produzentin. Bekannt wurde sie einem breiten Publikum durch die Rolle der Polizistin Kristin Ortega in der Serie Altered Carbon – Das Unsterblichkeitsprogramm.

## Leben
Higareda ist die Tochter der Schauspielerin Martha Cervantes und des Künstlers und Therapeuten Jose Luis Higareda. Ihre Schwester Miriam ist ebenfalls als Schauspielerin tätig. Bereits in jungen Jahren begann Martha Higareda mit dem Schauspiel und zog im Alter von 14 Jahren nach Mexiko-Stadt, wo sie Theater zu spielen begann. Während sie ihrer Schauspielkarriere nachging, studierte sie am College Kommunikationswissenschaften. Im Jahr 2002 wechselte sie ihr Hauptfach auf „Schauspiel“. Ihr Fernsehdebüt gab sie in der Disney-Channel-Produktion Zapping Zone.
Sie sollte im Jahr 2001 eigentlich eine Rolle in Alfonso Cuaróns Film Y Tu Mamá También – Lust for Life erhalten. Weil sie zu diesem Zeitpunkt jedoch noch minderjährig war und eine Nacktszene spielen sollte, kam sie dafür nicht infrage. Im Jahr 2002 verkörperte sie ihre erste Hauptrolle in Amarte Duele, einem Film von Fernando Sariñana. Ihre erste Rolle in einer US-Produktion übernahm sie in dem Horrorfilm Borderland (2007) von Zev Berman.
Es folgten mehrere Haupt- und Nebenrollen in diversen Filmproduktionen. Higareda zählt in der im Jahr 2018 über Netflix veröffentlichten Serie Altered Carbon zum Hauptcast der 1. Staffel. Sie verkörperte darin die Rolle der Polizistin Kristin Ortega.
Am 8. Februar 2025 gab sie ihre Hochzeit mit Lewis Howes bekannt.

## Filmografie (Auswahl)
- 2002: Amar te duele
- 2003: El sueño de Elias
- 2004: Gitanas
- 2005: 7 Days – Sieben Tage bis U2 (7 Dias)
- 2007: Charm School (Niñas Mal)
- 2007: Borderland
- 2008: Street Kings
- 2010: Lies in Plain Sight (Fernsehfilm)
- 2010: Smokin' Aces 2: Assassins' Ball
- 2010: Te presento a Laura
- 2010: Sin memoria
- 2010: Carlos – Der Schakal (Carlos)
- 2011: CSI: Miami (Fernsehserie, eine Folge)
- 2011: Malaventura
- 2012: Hello Herman
- 2012: Mariachi Gringo
- 2013: Hawaii Five-0 (Fernsehserie, eine Folge)
- 2013: Go for Sisters
- 2014: Cásese quien pueda
- 2014: Royal Pains (Fernsehserie, 8 Folgen)
- 2015: City of McFarland
- 2015: Una Ultima y Nos Vamos
- 2016: No Manches Frida
- 2016: Vive por mí
- 2017: 3 Idiotas
- 2018: Deadtectives
- 2018–2020: Altered Carbon – Das Unsterblichkeitsprogramm (Altered Carbon, Fernsehserie, 11 Folgen)
- 2018–2019: Queen of the South (Fernsehserie, 7 Folgen)
- 2019: No Manches Frida 2
- 2019: Into the Dark (Fernsehserie, eine Folge)
- 2019: Tod@s Caen
- 2022: Monarch (Fernsehserie, 9 Folgen)
- 2023: Königinnen auf der Flucht (Fuga de Reinas)

## Auszeichnungen
- 2012: Festival Internacional de Cine en Guadalajara als beste Schauspielerin